# Campagne de Cilicie
 (Mars 2018).
Batailles
- Marach
- Ourfa
- Aïntab (1er)
- Bozanti
- Aïntab (2e)
- Karboğazı (en)
- Aïntab (3e)
- Aïntab (4e)

La campagne de Cilicie, appelée la guerre franco-turque et le Front sud (turc : Güney Cephesi) en Turquie, est une série de conflits entre l'armée française du Levant alliée à la Légion arménienne (la Légion d’Orient), et les forces turques de la Grande assemblée nationale de Turquie, au lendemain de la Première Guerre mondiale, de décembre 1918 à octobre 1921. Ces conflits s'inscrivent dans le cadre de la guerre d’indépendance turque.
L’intérêt français envers cette région est la conséquence des accords Sykes-Picot et de l’accord franco-arménien de 1916, qui entraîne l’établissement des forces arméniennes sous la tutelle de l'armée française.
La victoire française d'Aïntab (Gaziantep), 120 km au nord d'Alep, après un siège de plusieurs mois qui se termine par la reddition turque le 8 février 1921, met un terme aux opérations actives.
Cependant, la France renoue de meilleures relations avec les autorités turques et signe le traité d'Ankara qui restitue la Cilicie à la Turquie.

## Origine du conflit
L’intérêt premier de la France pour la Cilicie, bien que manifesté depuis la campagne de Napoléon en Égypte et en Syrie de 1798 à 1800, s’est accru depuis l’acquisition en 1909 par des capitalistes français de l’immense ferme de Mercimek (Mercimek Çiftliği, 1 100 km2, soit la taille de la Martinique) appartenant au Sultan Abdülhamid II, en remboursement d’une partie des dettes de l’Empire ottoman. Cette ferme, pourtant privée, est gérée comme une ferme d’État, en développement depuis 1880, et son étendue correspond plus ou moins à une bande de terre partant des ports de Yumurtalık et Karataş et allant jusque dans les environs de Kozan et İmamoğlu.

## Accords

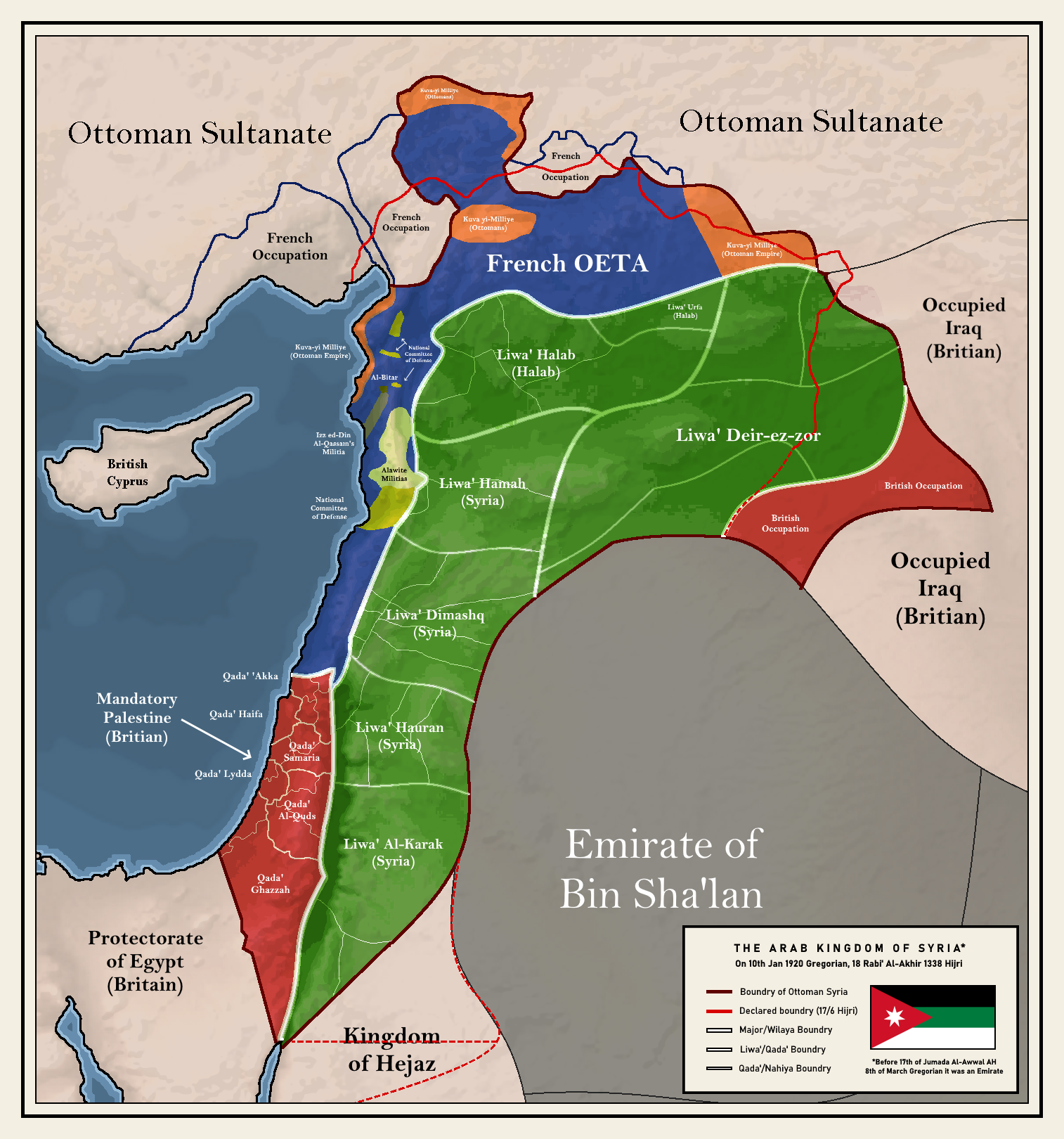
Situation militaire après la déroute ottomane

Face à la position stratégique des Britanniques à Chypre et en Égypte, et à l'installation italienne à Tripoli et dans les îles du Dodécanèse, la France ressentait un besoin urgent d'établir une position équivalente en Méditerranée. Le contrôle de la Cilicie, avec sa ville clé Adana, était perçu comme un moyen de renforcer la présence française dans la région, notamment en raison de son rôle stratégique sur la ligne de chemin de fer Istanbul-Bagdad, de sa capacité à contrer une éventuelle attaque turque et de son accès rapide à la Syrie.
L’Armée française a avancé dans la région, en vertu des accords Sykes-Picot, après l’armistice de Moudros du 30 octobre 1918. Ces accords prévoient que, en plus de la Syrie, les Français auront la mainmise sur l'Anatolie du Sud, où la plaine fertile de Cilicie, les ports de Mersin et İskenderun (Alexandrette) et les mines de cuivre d’Ergani jusqu’au nord de la Mésopotamie, constituent des points stratégiques. D’autre part, les champs pétrolifères du vilayet ottoman de Mossoul constituent une priorité absolue pour les Britanniques. Selon l’accord passé, ceux-ci gardent les villes d'Antep, Marach et Ourfa jusqu’à l’arrivée des Français qui doivent s’installer dans les régions d’Anatolie du Sud qui leur sont allouées dans l’accord.
Ainsi, les troupes françaises interviennent en Cilicie dès novembre 1918, en coordination avec les forces britanniques. Ceci suscita un profond ressentiment parmi ses habitants turcs. Une situation tendue se développait progressivement dans la région.
L’accord franco-arménien concernant le soutien des nationalistes arméniens du mouvement national arménien, du côté des alliés pendant la Première Guerre mondiale, est signé le 27 octobre 1916. Le ministre des Affaires étrangères, Aristide Briand, utilise cette opportunité pour fournir des troupes pour les engagements français. La Légion arménienne doit avoir pour commandant le général Edmund Allenby. Les Arméniens combattent en Palestine et en Syrie, ainsi qu’en Cilicie après l’armistice de Moudros. Le but premier en constituant la Légion est de permettre une contribution arménienne au démantèlement de la région d’Anatolie du Sud, hors de l’Empire ottoman.

## Occupation française

### Débarquements sur la mer Noire
Après l’armistice de Moudros, l’Armée française manœuvre pour contrôler les mines de charbon ottomanes, stratégiquement importantes, dans lesquelles la France possède des parts substantielles. Le but est non seulement de prendre le contrôle d’une importante source d’énergie, mais aussi de couvrir les besoins militaires français. Cela permet aussi de contrôler la distribution de charbon en Anatolie, qui pourrait être utilisé pour soutenir une insurrection.
Le 18 mars 1919, deux canonnières françaises débarquent leurs troupes respectives dans deux ports sur la mer Noire, Zonguldak et Ereğli, pour commander la région minière ottomane. Confrontée à une résistance locale, la France commence à retirer ses troupes d'Ereğli le 8 juin 1920.

### Opérations en Thrace et à Constantinople
Les principales opérations dans cette région visent à apporter un soutien aux opérations stratégiques des alliés. Une brigade française entre dans Constantinople le 12 novembre 1918. Début 1919, sous coopération militaire, des troupes franco-grecques traversent le fleuve Maritsa pour occuper la ville de Uzunköprü en Thrace, ainsi que les lignes de chemin de fer jusqu’à la gare de Hadımköy près de Tchataldja (Çatalca) dans les environs d’Istanbul. Le 8 février 1919, le général Franchet d'Espèrey, commandant en chef des forces alliées d’occupation dans l’Empire ottoman, arrive à Constantinople. Il coordonne les activités du gouvernement ottoman sous l’occupation alliée.
La ville de Bursa, ancienne capitale ottomane et important centre urbain d'Anatolie du Nord-Ouest, est également occupée par les forces françaises pendant une courte période, avant que les Grecs en prennent possession lors de leur grande offensive de l’été 1920.
En septembre 1922, à la fin de la guerre gréco-turque (1919-1922), pendant la retraite des Grecs devant l’avance des nationalistes turcs, les Britanniques sont prêts à maintenir leurs positions du côté des Dardanelles. Le gouvernement britannique envoie une demande de soutien militaire auprès des Français. La réponse est négative et les troupes grecques et françaises se retirent vers l'ouest du fleuve Maritsa.

### Campagne de Cilicie

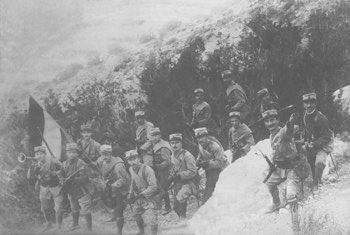
Légion arménienne vers 1916-1917

Le premier débarquement a lieu le 17 novembre 1918 à Mersin avec une force d’environ 15 000 hommes, principalement des volontaires de la Légion arménienne, accompagnés de 150 officiers français. Les premiers objectifs de ce contingent sont d’occuper les ports et de démanteler l’administration ottomane. Le 19 novembre, Tarse est occupée pour sécuriser les environs et préparer l’établissement d’un quartier général à Adana.
Après l’occupation de la Cilicie même, fin 1918, les troupes françaises occupent les provinces ottomanes d’Antep, Marach et Ourfa en Anatolie du Sud fin 1919, cédées par les troupes britanniques comme convenu. À l’extrême-est de la zone d’occupation dans le sud, la ville de Mardin est également occupée pendant un jour, le 21 novembre 1919.
Les gouverneurs de Cilicie nommés par la France dans la zone française d’occupation au sud sont, du 1er janvier 1919 au 4 septembre 1920, Édouard Brémond, et de septembre 1920 au 23 décembre 1921, Julien Dufieux. Dans les régions occupées, les Français font face à la résistance de la majorité turque dès la première heure, principalement parce qu’ils sont associés aux objectifs arméniens.
Les monts Taurus sont importants pour Mustafa Kemal. En outre, les soldats français sont étrangers à la région et ils utilisent une milice arménienne pour obtenir leurs renseignements ; les Turcs ont jusqu’alors coopéré avec les tribus arabes de la région. Concernant la France, Mustafa Kemal a émis l’idée que si la menace grecque peut être dispersée, les Français accepteront un retrait.

#### Affaire de Marach (janvier-11 février 1920)
Le 1er novembre 1919, deux jours après la prise de Marach par les Français, l’incident de Sütçü İmam (en), nommé ainsi d'après le défenseur de trois femmes turques harcelées et agressées dans la rue par des auxiliaires de la Légion arménienne, est l’élément déclencheur de tensions dans la ville. Sütçü İmam tire sur un des agresseurs, puis est contraint de se cacher. L’incident déclenche une série d’événements qui amène la majorité turque de Marach à se dresser contre les forces d’occupation, et dont le point culminant se traduit par une guérilla urbaine à grande échelle deux mois après l’incident initial.
Le 21 janvier 1920, la garnison française de Maraş fut assiégée et une colonne de secours française fut envoyée d'Adana le 9 février pour tenter de dégager la ville ; bien que le secours ait été effectué, la situation devint tellement grave, et la difficulté de maintenir le service d'approvisionnement à la ville devint telle qu'il fut décidé d'évacuer la place.
Au terme de vingt-deux jours de combats urbains, les troupes d’occupation françaises, essentiellement des unités du 412e régiment d'infanterie (412e RI) et du 18e régiment de tirailleurs algériens (18e RTA), sont forcées d’évacuer, le 11 février 1920, Marach, suivies de la communauté arménienne de la ville, sous les assauts répétés des nationalistes turcs. Pendant la marche vers le sud depuis Maraş, les troupes françaises furent attaquées et presque anéanties par les Turcs. Les rebelles de Marach poursuivent l’effort de guerre en prenant part à la reconquête d’autres points de la région, forçant les forces françaises à se retirer graduellement, ville par ville.

#### Affaire d'Ourfa (février-11 avril 1920)
Devant son refus de quitter Ourfa (Édesse), la garnison française composée d'une compagnie du 412e RI, de deux compagnies du 18e RTA, d'une section du 17e régiment de tirailleurs sénégalais (17e RTS) et d'un peloton de spahis (au total 473 hommes), sous les ordres du chef de bataillon Hauger, est assiégée le 9 février 1920. Le 6 avril, presque à bout de nourriture et de munitions, le commandant Hauger négocie avec le capitaine Ali Bey Saip un sauf-conduit pour ses troupes et l'absence de représailles contre la population chrétienne en échange de l'évacuation de la ville. Le 11 avril 1920, les 300 survivants, essentiellement des soldats du 412e RI et du 18e RTA, tombent dans un guet-apens au col de Şebeke sur le chemin de la Syrie. Ils sont presque tous tués ou faits prisonniers. Le soir même, la tête du commandant Hauger, tué lors du combat, et celle de plusieurs autres officiers ou hommes de troupe sont promenées dans les rues de la ville, au bout de piques.

#### Affaire de Bozanti (avril-28 mai 1920)
Depuis le 1er avril 1920, la garnison de Bozanti composée d’un bataillon réduit du 412e RI, d’une compagnie du 18e RTA, d’une section d’artillerie et d’une section du génie, sous les ordres du commandant Mesnil, subit plusieurs attaques turques et le 9 avril la ville est encerclée. Une tentative de dégagement partie de Tartous le 17 mai échoue. L’évacuation de la ville est alors décidée le 27 mai. Le 28 mai, alors que la colonne se trouve engagée dans une vallée étroite et encaissée, elle est attaquée par les Turcs. Après un combat désespéré de plus de quatre heures qui ne cesse que par l'épuisement complet des munitions, plus de 200 soldats du 412e RI sont tués et beaucoup faits prisonniers.
Le général Gouraud à Beyrouth suivait avec une inquiétude croissante l'évolution des hostilités en Cilicie. Dès mai 1920, la faiblesse militaire des Français les obligea à abandonner Maraş, Urfa et leur poste avancé de Pozantı. La défaite sur le champ de bataille força de Robert de Caix de Saint-Aymour à conclure un armistice avec les nationalistes turcs le 23 mai. Le 17 juin, les Turcs dénoncèrent l'armistice en raison du débarquement français de renforts à Ereğli le 8 juin. Convaincus que les Français exploitaient l'armistice contre eux, le gouvernement d'Ankara ordonna la reprise des hostilités à minuit, du 18 au 19 juin. Cela alarma Paris, car le peuple français devenait de plus en plus critique et inquiet face au coût croissant en argent et en vies humaines pour maintenir la position française en Cilicie.
Au moment où les nationalistes turcs harcelaient les Français en Cilicie, ces derniers faisaient également face à des difficultés en Syrie, où une rébellion avait nécessité une extension considérable des lignes françaises. L'armée française ne pouvait donc pas renforcer ses troupes ciliciennes à partir de celles présentes en Syrie, ni obtenir davantage de renforts en provenance de la métropole. Pour satisfaire les appels incessants du général Gouraud pour de plus en plus de troupes, la France dut rapidement réduire sa présence à Istanbul et dans les Balkans – et sa position instable au Maroc.

### Siège d'Aïntab et reddition turque le 8 février 1921

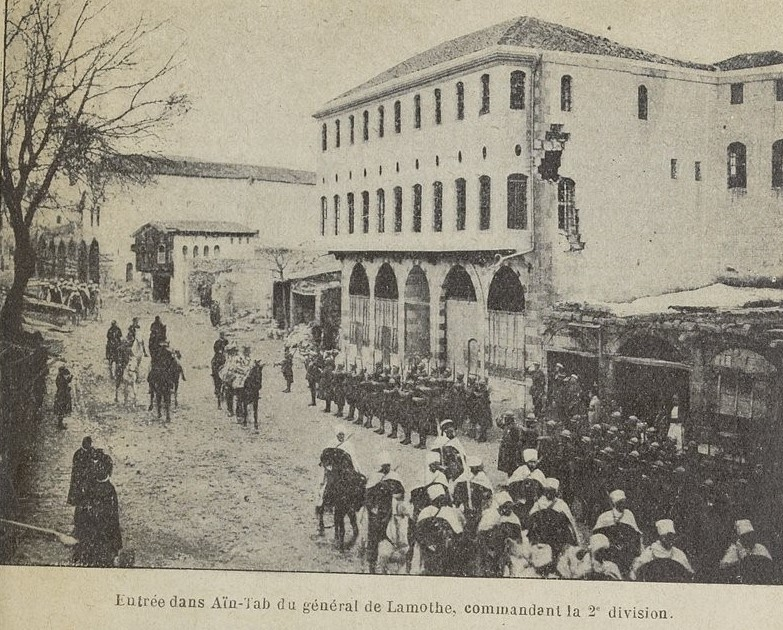
Entrée dans Aïntab du général de Lamothe, commandant la 2e division après le siège de la ville et la reddition turque du 8 février 1921

Le fait majeur du conflit est les quatre sièges d'Aïntab (Gaziantep), 120 km au nord d'Alep. Les tirailleurs algériens commandés par le colonel Édouard Andréa investissent la ville d'octobre 1919 à février 1921. Après un siège de plus de six mois, dont deux mois et demi de blocus, les 2 500 défenseurs turcs de l'intérieur et les cinq divisions de l'extérieur renoncent à vaincre l'obstination française et se rendent le 8 février 1921. La capitulation turque met un terme aux opérations actives,,.
Le lieutenant-colonel Abadie, commandant la zone et la garnison d'Aïntab, distingue les phases suivantes :
- 1 - 16 avril 1920 : premier siège turc
- 30 avril - 23 mai : deuxième siège turc
- 30 mai - 18 juin : armistice de 18 jours
- 29 juillet - 10 août : troisième siège turc
- 11 août : début du siège des troupes françaises
  - 21 novembre - 18 décembre : la colonne Goubeau, général commandant la 4e division du levant, vient renforcer le blocus
  - 7 février 1921 : dernière tentative de sortie
  - 8 février : demande de cessez-le-feu des turcs
  - 9 février : capitulation

### Traité de paix de Cilicie, traité d'Ankara et fin des hostilités
À la fin de 1920, la position française en Cilicie était devenue intenable ; ville après ville avait été abandonnée aux nationalistes turcs. Complètement dépendants du chemin de fer pour les communications et le soutien logistique en général, les nombreuses petites garnisons dispersées le long de la voie ferrée furent aussitôt anéantis lorsque les forces kémalistes lancèrent leurs offensive.
Paniquées, les Arméniens lancent des actions désespérées, proclament le 5 août 1920 la République arménienne de Mésopotamie cilicienne, qui sera vite écrasée par les autorités françaises. Pendant ce temps, depuis Beyrouth, le général Gouraud prépare la reconquête d'Édesse.
En 1921, la situation pour les Alliés devint difficile. Les forces turques menaient une offensive en deux directions : une poussée vers l’ouest et une autre vers le sud-ouest. Le 9 mars, le Premier ministre français Aristide Briand, signa un accord avec Bekir Sam Kunduh, le ministre des Affaires étrangères du gouvernement d'Ankara. La nouvelle frontière entre la Turquie et le territoire mandaté de Syrie devait commencer à un point à choisir sur le golfe d'Iskenderun, immédiatement au sud de Payas, et s'étendre vers l’est le long de la ligne de chemin de fer Berlin-Bagdad jusqu’à Cizre. Louis Barthou, le ministre de la Guerre à Paris, télégraphia au général Noël Garnier-Duplessis à Beyrouth, le 12 mars au matin, pour arrêter toutes les opérations offensives en Cilicie et dans les environs. Le Quai d'Orsay envoya simultanément un message similaire à de Robert de Caix de Saint-Aymour. Deux jours plus tard, le général Garnier-Duplessis envoya trois câbles à Barthou, demandant l’annulation des envois de troupes et de matériel vers le Levant.

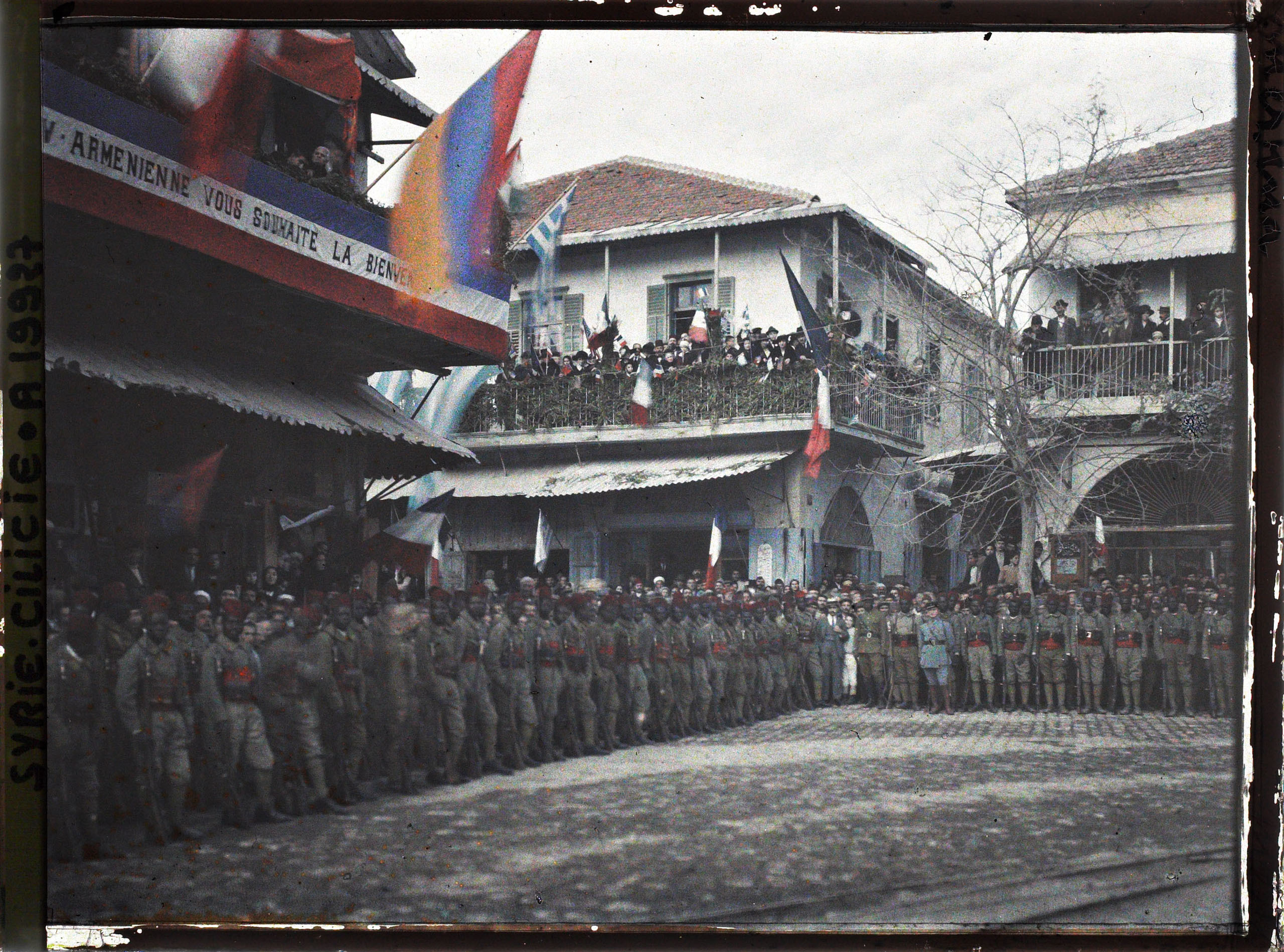
Le géneral Gouraud à Mersin, Turquie.

Le traité de paix de Cilicie du 9 mars 1921 est signé entre la France et le Mouvement national turc (tr) pour mettre un terme à la campagne de Cilicie. Le traité n'a pas l'effet attendu et est remplacé par le traité d'Ankara, signé le 20 octobre 1921 entre les représentants du Gouvernement français et la Grande assemblée nationale de Turquie le 20 octobre 1921. La France restitue la Cilicie à la Turquie. Le traité est finalisé par l’armistice de Mudanya.
Les termes de cet accord ont été critiqués par le parti colonial français et les nationalistes arabes syriens au motif que des privilèges spéciaux étaient accordés aux habitants turcs du Sandjak d'Alexandrette et qu'un régime spécial y avait été établi. La France a été accusée de ne pas avoir respecté sa promesse de protéger les frontières nord de la Syrie, et l'importance économique et stratégique du territoire cédé pour la Syrie a été mise en avant. Il a été affirmé que la France, dans un intérêt essentiellement propre, avait abandonné à la Turquie une partie du territoire syrien, après avoir été chargée de sa défense. Le Congrès syro-palestinien a également blâmé Paris pour l'Accord d'Ankara, estimant que sans consulter les Syriens, la France avait cédé la Cilicie aux Turcs.
Dès le début du mois de novembre, le général Gouraud et Mustafa Kemal Atatürk diffusèrent des déclarations publiques pour rassurer les populations chrétiennes, insistant sur l’amnistie, l’égalité légale et la punition de toute violation de l’accord d’Ankara. Comme l’expliqua Gouraud, il était dans l’intérêt des autorités turques de maintenir l’ordre. Selon un rapport militaire, une émigration massive des chrétiens ne pouvait être admise par les autorités françaises. En octobre 1921, les Arméniens de Maraş n'avaient pas été déportés, mais avaient dû payer de lourdes taxes pour leur exemption du service militaire et des exactions avaient déjà été commis contre eux. Beaucoup d'Arméniens choisirent de fuir en territoire mandataire : en Syrie et au Liban, s'ajoutant aux réfugiés du génocide arménien.
Ces accords soulèvent des critiques : « Des territoires chèrement acquis par l’Armée française du Levant sont ainsi abandonnés, et des populations chrétiennes qui avaient combattu les Turcs aux côtés des Français seront bientôt massacrées. Paris est prêt à sacrifier la Cilicie afin de consolider sa présence en Syrie et au Liban ».

## Retrait et mouvements de population
Les forces françaises se retirent de la zone d’occupation au tout début de 1922, environ 10 mois avant l’armistice de Mudanya. À partir du 3 janvier, les troupes françaises évacuent Mersin et Dörtyol ; le 5 janvier, Adana, Ceyhan et Tarse. L’évacuation est terminée le 7 janvier, les dernières troupes quittant Osmaniye.

## Épilogue
Le traité d'Ankara (également appelé « accord Franklin-Bouillon ») n'a pas pu résoudre tous les problèmes franco-turcs, notamment en rapport avec le sandjak d'Alexandrette. Cependant des relations positives sont maintenues. Durant la conférence de Lausanne de 1922/1923, des tensions réapparaissent sur le sandjak d'Alexandrette, qui selon le Misak-ı Milli (en) aurait dû être inclus à l’intérieur des frontières nationales turques, et qui est resté sous contrôle français jusqu'en 1938.
Quant à l'intérêt financier français, à savoir les dettes ottomanes, il est réglé par la jeune République de Turquie, conformément au traité de Lausanne de 1923.

### Sources
- Maurice Abadie, Les quatre sièges d'Aïntab (1920-1921), Paris, Charles-Lavauzelle et Cie, 1922, 149 p. (BNF 34086816, lire en ligne sur Gallica )
- Édouard Andréa, La Vie militaire au Levant : En colonne pendant un an dans le Nord syrien et en Mésopotamie (mars 1920-mars 1921) / Siège d'Aïn-Tab, Paris, Charles-Lavauzelle et Cie, 1923, 232 p. (BNF 31720603, lire en ligne sur Gallica )
- Robert Normand, Colonnes dans le Levant, Paris, Charles-Lavauzelle et Cie, 1924, 106 p. (BNF 31025331)
- Charles du Haÿs, Les Armées françaises au Levant : Le temps des combats, 1920-1921, Service historique de l'armée de terre, 1979

#### Ouvrages
- Jacques Frémeaux, « Le Caucase et les opérations militaires au Levant », dans Cloé Drieu, Claire Mouradian et Alexandre Toumarkine, Le front caucasien : Enjeux d’empires et de nations, 1914-1922, CNRS Éditions, 2024, 573 p. (ISBN 978-2271124166), p. 83-118
- Julie d'Andurain, Le général Gouraud : Un destin hors du commun de l'Afrique au Levant, Paris, Éditions Perrin, 2022, 512 p. (ISBN 978-2-262-03588-4)
- Frédéric Guelton, « Guerre(s) ou intervention(s) extérieure(s) ? L'armée française dans l'est européen et au Levant, 1918-1923 », dans Collectif, À l'Est, la guerre sans fin (1918-1923), Éditions Gallimard / Musée de l'Armée, 2018, 336 p. (ISBN 978-2-07-281956-8), p. 89-98
- Aurore Bruna, L'Accord d'Angora de 1921 : Théâtre des relations franco-kémalistes et du destin de la Cilicie, Éditions du Cerf, coll. « Cerf Patrimoines », 2018, 360 p. (ISBN 978-2204127097)
- Charles de Gaulle, « Histoire des Troupes du Levant (1931) » dans La France et son armée , Tempus Perrin, 2016, p. 299-381

#### Articles
- Jacques Frémeaux, « Les interventions militaires françaises au Levant pendant la Grande Guerre », Guerres mondiales et conflits contemporains, vol. 2, no 262,‎ 2016, p. 49-72 (DOI 10.3917/gmcc.262.0049, lire en ligne )
- Cosima Flateau, « La sortie de guerre de l’Empire ottoman », Les Cahiers Sirice, no 17,‎ 27 octobre 2016, p. 29-45 (ISSN 1967-2713, lire en ligne , consulté le 4 mars 2018)
- Claire Mouradian, « La diplomatie des « petites nations » : 1913-1923, une décennie de (vaines) tentatives pour résoudre la question arménienne », Revue d'histoire de la Shoah, vol. 202, no 1,‎ 2015, p. 373-505 (DOI 10.3917/rhsho.202.0373, lire en ligne)
- Julien Zarifian, « La montée du kémalisme en Cilicie. 1919-1920 : l'administration française du Sandjak de Kozan face au nationalisme turc », CEMOTI, Cahiers d'Études sur la Méditerranée Orientale et le monde Turco-Iranien, vol. 38, no 38,‎ 2004, p. 235-260 (lire en ligne, consulté le 16 mars 2018)
- Guévork Gotikian, « La Légion d’Orient et le mandat français en Cilicie (1916-1921) », Revue d'histoire arménienne contemporaine, vol. III : La Cilicie (1909-1921),‎ 1999 (ISSN 1259-4873, lire en ligne)
- Karen Nakache, « Un cas de migration forcée : Les Arméniens de Cilicie en 1921 », Cahiers de la Méditerranée, vol. 56, no 1 « Regards sur la Méditerranée »,‎ 1998, p. 109-130 (DOI 10.3406/camed.1998.1219, lire en ligne )
- Robert Normand, « La Cilicie », Annales de Géographie, vol. 29, no 162,‎ 1920, p. 426-451 (DOI 10.3406/geo.1920.9059, lire en ligne , consulté le 4 mars 2018)